# 凹语言
凹语言是一个主要面向WebAssembly的静态数据类型通用编译型编程语言。该语言由柴树杉、丁尔男和开源社区在2019年设计，2021年左右开源。凹语言支持中文编程，且可在浏览器内编译和执行。
凹语言的编译器后端及运行时为自主开发，且支持银河麒麟、深度等中国Linux发行版。2025年7月，deepin 25完成对凹语言的兼容性测试。

## 反响
凹语言被云原生计算基金会的WebAssembly编程语言全景图收录。
2025年初，凹语言入选武汉十大优秀开源软件项目。据报道，凹语言已应用于智慧城市产品研发及游戏开发等领域。